# Kali sulfit
Kali sunfit (K2SO3) là một hợp chất vô cơ, là muối của cation kali và anion sunfit. Kali sunfit có tác dụng như một phụ gia thực phẩm, được dùng làm chất bảo quản với số E là E225 (Số INS là 225). Nó được sử dụng ở Úc và New Zealand nhưng không được chấp nhận ở EU hoặc Mỹ.